# Vigor Bovolenta
Vigor Bovolenta (* 30. Mai 1974 in Porto Viro; † 24. März 2012 in Macerata) war ein italienischer Volleyballspieler.

## Karriere
Mit der italienischen Nationalmannschaft gewann Vigor Bovolenta 1996 bei den Olympischen Spielen in Atlanta die Silbermedaille. Er gewann vier Medaillen bei Europameisterschaften (1995 Gold, 1997 Bronze, 1999 Gold und 2001 Silber). 1995 wurde er Weltpokalsieger in Japan. Darüber hinaus war Vigor Bovolenta viermal Sieger in der Weltliga (1995, 1997, 1999 und 2000). Zum Abschluss seiner Länderspielkarriere landete er 2008 bei den Olympischen Spielen in Peking auf Platz fünf.
Der Mittelblocker Vigor Bovolenta spielte von 1990 bis 2011 in der höchsten italienischen Spielklasse „Serie A1“ und bestritt hier 553 Spiele. Dabei wurde er 1991 mit Ravenna und 2002 mit Modena Italienischer Meister und gewann 1991 außerdem den Landespokal. Mit Ravenna gewann er dreimal in Folge den Europapokal der Landesmeister (1992, 1993, 1994), den CEV-Pokal (1997) sowie die Klub-Weltmeisterschaft (1991). Hinzu kamen der Gewinn des Top Teams Cups 2006 mit Copra Piacenza und des Challenge Cups 2010 mit Perugia Volley.
Vigor Bovolenta spielte seit 2011 in der vierten italienischen Liga. In der Begegnung zwischen seinem Team Forlì und Lube Macerata am 24. März 2012 erlitt er auf dem Spielfeld einen Herzinfarkt. Im Krankenhaus von Macerata konnte nur noch sein Tod festgestellt werden. Bovolenta hinterließ seine Frau und vier Kinder. Sein fünfter Sohn wurde am 30. Oktober 2012 geboren.